# Thomas Petruo
Thomas Paul Karl Petruo (Berlino Ovest, 10 ottobre 1956 – Neukölln, 13 aprile 2018) è stato un attore, doppiatore e conduttore radiofonico tedesco.

## Biografia
Petruo era agnostico. Era figlio del doppiatore Heinz e padre della cantante, attrice e doppiatrice Vanessa Petruo, che è diventata famosa all'inizio degli anni 2000 con la band No Angels. È morto il 13 aprile 2018 dopo una breve e grave malattia presso il Vivantes Klinikum Neukölln nel quartiere omonimo di Berlino. Aveva 61 anni.

## Filmografia

### Televisione
- Kümo Henriette - serie TV (2 episodi) (1979)
- Lolle (Berlin, Berlin)  - serie TV (1 episodio) (2004)

### Cinema
- Die Tigerin - regia di Karin Howard (1992)
- La storia infinita 3 (The NeverEnding Story III: Return to Fantasia)  - regia di Peter MacDonald (1994)
- Il nemico alle porte (Enemy at the Gates) - regia di Jean-Jacques Annaud (2001)
- Hagazussa - La strega (Hagazussa)  - regia di Lukas Feigelfeld (2017)

## Doppiaggio

### Film
- Gino Ardito in Taxi Driver
- Thomas F. Wilson in Ritorno al futuro,Ritorno al futuro - Parte II,Ritorno al futuro - Parte III (1985-1990)
- Gary Roberts in Trappola di cristallo
- Richard Edson in Good Morning, Vietnam
- Kent Lipham in Kickboxers - Vendetta personale (1986)
- Max Cantor in Dirty Dancing (Balli proibiti) (1987)
- Willem Dafoe in Cuore selvaggio (1990)
- Gary Oldman in JFK - Un caso ancora aperto
- Steve Buscemi in Airheads - Una band da lanciare, Fargo (1994,1996)
- Raynor Scheine in Ace Ventura - L'acchiappanimali
- Peter Greene in La moglie di un uomo ricco (1996)
- Philip Seymour Hoffman in Twister
- Kevin J. O'Connor in Van Helsing
- Nick Cassavetes in Una notte da leoni 2 (2011)
- Michael Kenneth Williams in The Gambler
- Ralph Ineson in Kingsman: Secret Service (2015)

### Serie televisive
- James McCaffrey in Viper (1994,1996-1999)
- Garlic Jr. in Dragon Ball Z (2001-2002)
- Sheldon J. Plankton in SpongeBob (2002-2018)
- Yusaku Kudo in Detective Conan
- Van Earl Wright in Ned - Scuola di sopravvivenza
- Michael Eklund in Smallville
- Beezel in Unico
- Kimura in Azumanga daiō
- Dutch in Black Lagoon
- Andre Royo in The Wire (2008-2010)
- Harold Chiapposky e Magnus Magnuson in Kick Chiapposky - Aspirante stuntman
- Lex Luthor in Justice League - La crisi dei due mondi
- Wolfrun / Ulric in Glitter Force
- Giancarlo Esposito in The Get Down (2016-2017)